# Somatomedin

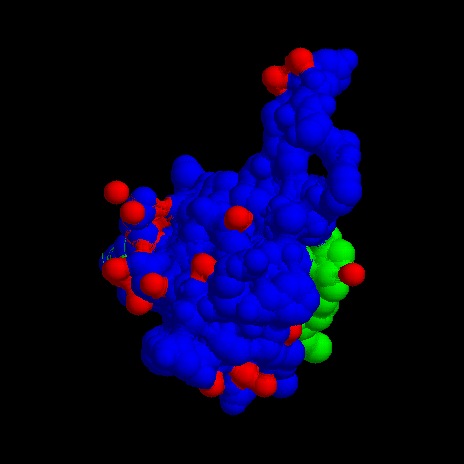
Model IGF I

Somatomedin je peptidový hormon, který je vylučován v játrech, svalech či tukové tkáni vlivem působení růstového hormonu. Růstový hormon v podstatě působí na organismus prostřednictvím somatomedinů. Sekvence aminokyselin těchto peptidů je podobná inzulinu, proto jsou nazývány též jako inzulinu podobné růstové faktory, inzuline-like growth factors, IGF.
Somatomediny mají proteoanabolický účinek, zvyšuje proteosyntézu a inhibuje glukoneogenezi. Krátkodobé působení snižuje hladinu glukózy v krvi, při dlouhodobém účinku působí antiinzulárně, snižuje odběr glukózy tukovou tkání. Somatomediny také zvyšují zabudovávání sulfátu do chrupavek a  tím umožňují růst.
Hlavními somatomediny je IGF I, též somatomedin C, SMC, bázický peptid o 70 aminokyselinách, a IGF II, neboli somatomedin A, SMA, neutrální peptid se 67 aminokyselinami. Účinek růstového hormonu podléhá negativní zpětné vazbě, IGF I stimuluje sekreci somatostatinu v hypotalamu, což snižuje tvorbu STH.
Existuje též somatostatin periferní, produkovaný delta buňkami Langerhansových ostrůvků ve slinivce břišní. Ten snižuje motilitu trávicího traktu a tlumí činnost slinivky, včetně produkce inzulinu a glukagonu.